# L'uomo nell'alto castello (serie televisiva)
L'uomo nell'alto castello (The Man in the High Castle) è una serie televisiva statunitense prodotta da Amazon Studios basata sul romanzo ucronico di Philip K. Dick La svastica sul sole.

## Trama
1962. Sconfitti nella seconda guerra mondiale, gli Stati Uniti non esistono più e il loro territorio è stato spartito tra Germania e Giappone: a ovest si trovano gli Stati Giapponesi del Pacifico mentre a est sorge il Grande Reich Nazista; i due territori sono divisi dagli Stati delle Montagne Rocciose, noti anche come Zona Neutrale.
Joe Blake è un ragazzo di ventisette anni che vive a New York ed è una spia nazista che lavora per l'Obergruppenführer John Smith. Joe entra in contatto con alcuni membri della resistenza, che gli affidano un carico da trasportare a Cañon City; arrivato a destinazione, Joe scopre un vano segreto sotto il camion nel quale è contenuta una copia de La cavalletta non si alzerà più.
Juliana Crain è una giovane donna che vive a San Francisco insieme al fidanzato Frank: un giorno, mentre torna a casa, incontra la sua sorellastra Trudy che le affida la bobina di una pellicola intitolata La cavalletta non si alzerà più, che mostra gli Alleati sconfiggere la Germania e il Giappone. Trudy viene in seguito uccisa dalla polizia giapponese e Juliana, frugando tra i suoi effetti personali, scopre che era diretta a Cañon City, negli Stati delle Montagne Rocciose. Juliana decide quindi di recarvisi per scoprire la verità.
Nobusuke Tagomi è il ministro del commercio giapponese che lavora a San Francisco: preoccupato dalla tensione politica tra Germania e Giappone, Tagomi incontra segretamente l'ufficiale nazista Rudolph Wegener per discutere del futuro dei due Paesi una volta che l'anziano Adolf Hitler sarà morto. Le due potenze si trovano in una pericolosa situazione ma Wegener è fermamente convinto che il successore di Hitler non si farà alcuno scrupolo ad usare la bomba atomica contro il Giappone al fine di ottenere il controllo sugli Stati Giapponesi del Pacifico.

## Episodi
| Stagione         | Episodi | Pubblicazione USA | Pubblicazione Italia |
| ---------------- | ------- | ----------------- | -------------------- |
| Prima stagione   | 10      | 2015              | 2016                 |
| Seconda stagione | 10      | 2016              | 2017                 |
| Terza stagione   | 10      | 2018              | 2018                 |
| Quarta stagione  | 10      | 2019              | 2019                 |

## Personaggi e interpreti

Bandiera del Grande Reich Nazista d'America

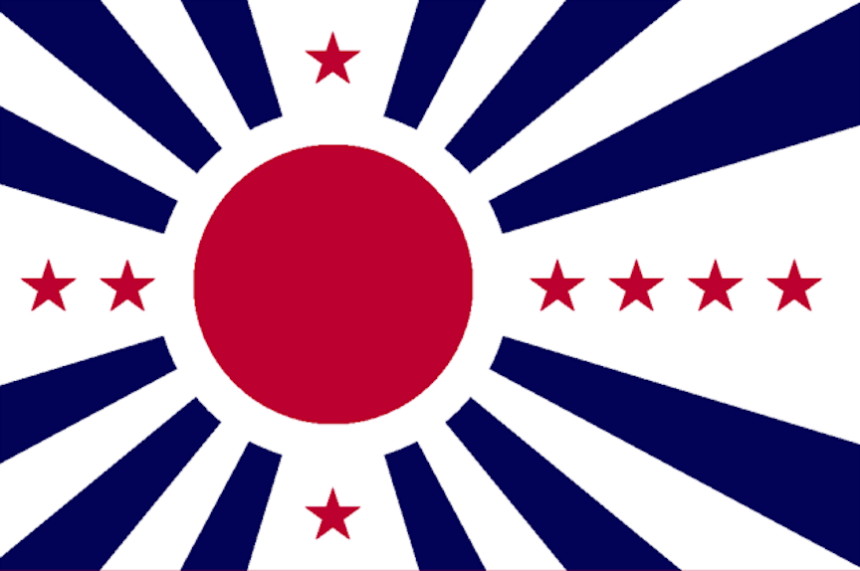
Bandiera degli Stati Giapponesi dell'Oceano Pacifico

### Personaggi principali
- Juliana Crain (stagione 1-4), interpretata da Alexa Davalos: è una giovane donna di San Francisco che pare avere accettato di vivere sotto il controllo giapponese. È un'abile esperta di Aikidō ed è cordiale con i giapponesi, al contrario di sua madre, che cova un forte astio nei loro confronti per aver ucciso il padre di Juliana.
- Frank Frink (stagioni 1-3), interpretato da Rupert Evans: è il fidanzato di Juliana; lavora in una fabbrica di armi. Nel suo tempo libero crea gioielli "moderni" che però non sono apprezzati tanto quanto l'american vintage. Quando Juliana scompare improvvisamente, Frank viene preso in custodia dalle squadre di sicurezza giapponesi, e teme che possano scoprire le sue origini ebraiche.
- Joe Blake (stagioni 1-3), interpretato da Luke Kleintank: una spia nazista che si è infiltrata nella resistenza americana, ma tende ad ignorare gli ordini dei suoi superiori. Incontra Juliana nella Zona Neutrale. È figlio di un gerarca di alto livello di Berlino, con cui però non ha un buon rapporto.
- Ed McCarthy (stagione 1-3), interpretato da DJ Qualls: collega di Frank e suo amico.
- Nobusuke Tagomi (stagione 1-3), interpretato da Cary-Hiroyuki Tagawa: è il Ministro del commercio degli Stati del Pacifico.
- John Smith (stagione 1-4), interpretato da Rufus Sewell: uno spietato Obergruppenführer, responsabile del Reich americano, che cerca di sgominare la resistenza.
- Ispettore Kido (stagione 1-4), interpretato da Joel de la Fuente: capo della Kempeitai di stazione a San Francisco.
- Robert Childan (stagione 1-4), interpretato da Brennan Brown: proprietario di un negozio di antiquariato che fa accordi segreti con Frank.
- Helen Smith (stagione 1-4), interpretata da Chelah Horsdal: moglie dell'Obergruppenführer Smith.
- Gary Connell (stagione 2), interpretato da Callum Keith Rennie: capo della Resistenza della West Coast.
- Nicole Dörmer (stagione 2-3), interpretata da Bella Heathcote: giovane cinematografa originaria di Berlino che stringe un accordo con Joe.
- Wyatt Price (stagione 3-4), interpretato da Jason O'Mara.
- Billy Turner (stagione 3-4), interpretato da Giles Panton.

### Personaggi ricorrenti
- Rudolph Wegener (stagione 1), interpretato da Carsten Norgaard: un alto ufficiale tedesco, che non crede più nel nazionalsocialismo ed offre segreti atomici al Giappone tramite Tagomi, al fine di creare un nuovo equilibrio di forze mondiali. Egli è intimo amico di John Smith.
- Lemuel "Lem" Washington (stagione 1-4), interpretato da Rick Worthy: proprietario del Sunrise Diner a Cañon City e membro della Resistenza.
- Karen Vecchione (stagione 1-2), interpretata da Camille Sullivan: capo della Resistenza negli Stati del Pacifico.
- Sergente Yoshida (stagione 1-2), interpretato da Lee Shorten: braccio destro dell'Ispettore Kido.
- Kotomichi (stagione 1-4), interpretato da Arnold Chun: assistente di Tagomi.
- Randall Becker, interpretato da Hank Harris: membro della Resistenza negli Stati del Pacifico.
- L'uomo degli origami (stagione 1), interpretato da Allan Havey: una spia dei nazisti mandata a Cañon City per uccidere i membri della Resistenza.
- Lo Sceriffo (the Marshall) (stagione 1), interpretato da Burn Gorman: un cacciatore di taglie che lavora a Cañon City.
- Il lustrascarpe (stagione 1), interpretato da Shaun Ross: un giovane ragazzo afroamericano albino che vive a Cañon City.
- Carl, interpretato da Rob LaBelle: impiegato di una libreria che in realtà è un uomo chiamato David P. Frees, scappato dal campo di concentramento.
- Paul Kasoura (stagione 1), interpretato da Louis Ozawa Changchien: facoltoso avvocato che colleziona cimeli americani pre-guerra.
- Betty (stagione 1), interpretata da Tao Okamoto: moglie di Paul.
- Christine Tanaka, interpretata da Amy Okuda: donna in carriera che lavora al ministero giapponese.
- Taishi Okamura (stagione 2), interpretato da Hiro Kanagawa: capo della Yakuza degli Stati del Pacifico.
- Hawthorne Abendsen (stagione 2- 4), interpretato da Stephen Root: è l'uomo nell'alto castello.
- Reichsminister Martin Heusmann (stagione 2-3), interpretato da Sebastian Roché e doppiato da Francesco Prando: padre di Joe Blake e membro di alto rango del Reich.
- Sarah (stagione 2), interpretata da Cara Mitsuko: giapponese-americana membro della Resistenza, confidente di Frank e sopravvissuta al Manzanar.
- George Dixon (stagione 2), interpretato da Tate Donovan: padre di Trudy Walker.
- Hagan, interpretato da Michael Hogan: ex-predicatore e capo della resistenza di San Francisco.
- Generale Onoda (stagione 1-2), interpretato da Tzi Ma: capo dell'esercito giapponese.

### Famiglia Smith
- Thomas Smith (stagioni 1- 4), interpretato da Quinn Lord: figlio maggiore dell'Obergruppenführer Smith.
- Amy Smith (stagioni 1- 4), interpretata da Gracyn Shinyei: figlia minore dell'Obergruppenführer Smith.
- Jennifer Smith (stagioni 1- 4), interpretata da Genea Charpentier: figlia maggiore dell'Obergruppenführer Smith.

### Famiglia Walker
- Arnold Walker (stagioni 1-2), interpretato da Daniel Roebuck: patrigno di Juliana e di Trudy.
- Anne Crain Walker (stagioni 1-2), interpretata da Macall Gordon: madre di Juliana che piange ancora la morte del marito morto durante la seconda guerra mondiale.
- Trudy Walker (stagioni 1-3), interpretata da Conor Leslie: sorellastra di Juliana, uccisa dalla Kempeitai dopo aver consegnato una bobina a Juliana.

### Famiglia Tagomi
- Michiko Tagomi (stagione 2), interpretata da Yukari Komatsu: moglie di Nobusuke.
- Noriyuke Tagomi (stagione 2), interpretato da Eddie Shin: figlio di Nobusuke.

### Personaggi storici
- SS-Oberst-Gruppenführer Reinhard Heydrich (stagioni 1-2), interpretato da Ray Proscia
- Adolf Hitler (stagioni 1-2), interpretato da Wolf Muser
- Akihito, interpretato da Daisuke Tsuji
- Michiko, interpretata da Mayumi Yoshida
- SS-Reichsführer Heinrich Himmler (stagioni 2-4), interpretato da Kenneth Tigar
- Joseph Goebbels, interpretato da Peter Andersson
- Eva Braun (stagione 2), interpretata da Lisa Paxton
- George Lincoln Rockwell, (stagione 3), interpretato da David Furr
- J. Edgar Hoover (stagione 3-4), interpretato da William Forsythe
- Josef Mengele (stagione 3), interpretato da John Hans Tester
- Hirohito (stagione 4), interpretato da Hirimoto Ida
- Adolf Eichmann (stagione 4), interpretato da Timothy V. Murphy

## Produzione
Una trasposizione del romanzo La svastica sul sole è stata in sviluppo per diverso tempo prima dell'acquisto della serie da parte di Amazon.
Nel 2010 venne annunciato che la BBC avrebbe co-prodotto insieme a Headline Pictures, FremantleMedia Enterprises e Scott Free Productions una miniserie TV in quattro parti basata sul romanzo. Ridley Scott, già regista di Blade Runner, anche questo liberamente ispirato ad una storia di Dick, Il cacciatore di androidi, avrebbe dovuto essere il produttore esecutivo del progetto, mentre Howard Brenton avrebbe scritto la sceneggiatura; tuttavia il progetto non venne sviluppato. L'11 febbraio 2013, Variety riportò che Syfy stava lavorando ad una miniserie in quattro parti basata sull'opera, con Ridley Scott e Frank Spotnitz come produttori esecutivi, co-prodotta da Scott Free Productions, Headline Pictures e Electric Shepherd Productions.
Nel 2014 Amazon acquistò il progetto, ordinando la produzione di un episodio pilota. L'adattamento è curato da Frank Spotnitz, co-prodotto da Ridley Scott, David Zucker e Jordan Sheehan per Scott Free, Stewart Mackinnon e Christian Baute per la Headline Pictures, e Isa Hackett e Kalen Egan per la Electric Shepherd. L'episodio pilota è stato distribuito il 15 gennaio 2015 ed è stato il pilota più visto di sempre per una serie di Amazon Video. Il 18 febbraio 2015 la serie è stata confermata per un totale di 10 episodi, i rimanenti 9 episodi sono stati distribuiti il 20 novembre 2015. Al San Diego Comic-Con 2015 sono stati proiettati i primi due episodi della serie.
Il 18 dicembre 2015 la serie viene rinnovata per una seconda stagione, distribuita il 16 dicembre 2016. Il 3 gennaio 2017 Amazon ha rinnovato la serie per una terza stagione, che è stata distribuita il 5 ottobre 2018. Nel mese di luglio 2018 la serie è stata rinnovata per una quarta stagione e a febbraio 2019 è stato confermato che sarebbe stata l'ultima; è stata distribuita il 15 novembre 2019.

### Riprese
La produzione ha avuto inizio nell'ottobre 2014. Le riprese principali sono svolte a Seattle e a Roslyn, nello stato di Washington. Nell'aprile 2015 la produzione si è spostata a Vancouver, nella Columbia Britannica, in Canada.

## Accoglienza

### Critica
L'episodio pilota ha ricevuto recensioni positive da critica e pubblico. Sul sito web aggregatore di recensioni Rotten Tomatoes la prima stagione della serie ha ottenuto un punteggio medio di 7,54/10 e una percentuale di approvazione del 95%, basata su 61 recensioni. Mentre Metacritic, che usa una media ponderata, ha assegnato alla prima stagione della serie un punteggio medio di 73 su 100, basandosi su 46 critici, indicandone che le "recensioni sono generalmente favorevoli".
Meredith Woerner di io9.com ha scritto: "Posso dire onestamente di adorare questa puntata pilota. È una straordinaria interpretazione di una storia tanto amata quanto complicata".

### Riconoscimenti
Primetime Creative Arts Emmy Awards
- 2016 – Miglior fotografia per una serie single-camera (James Hawkinson, episodio Il nuovo mondo)
- 2016 – Miglior design di una sigla (Patrick Clair, Paul Kim, Jose Limon e Raoul Marks)[26]

Leo Awards
- 2017 – Miglior performance non protagonista di una donna in una serie drammatica (Chelah Horsdal)